# Regentenstraße (Berlin)
Die Regentenstraße war eine Straße des alten Tiergartenviertels in Berlin. Von der Vorkriegsbebauung ist nichts mehr erhalten. Die heutige Hitzigallee entspricht dem Südteil der ehemaligen Regentenstraße.

## Entwicklungsgeschichte
Die Straße wurde ab 1859 im Auftrag des Besitzers (Stadtgerichtsrat a. D. Julius Carl Lehmann) mit 21 Parzellen auf dem Grundstück der Tiergartenstraße 9 angelegt, auf dem sich zuvor eine Mischung aus Landwirtschaft, Sommerwohnungen und Gärtnerei entwickelt hatte. Nach der Fertigstellung 1860 wurde sie nach dem damaligen Prinzregenten Wilhelm benannt. Wilhelm war seit 1857 Stellvertreter seines erkrankten Bruders Friedrich Wilhelm IV. und ab 1861 König.
Die bereits bestehende Sigismundstraße mündete in die Regentenstraße in Form eines achteckigen Platzes mit einem Brunnen.
Die ersten drei von J. C. Lehmann beauftragten Bauten (errichtet zwischen 1860 und 1864) in der Straße waren:
- Regentenstraße 1,[2] 1898 durch das Palais Staudt ersetzt
- Regentenstraße 3,[3]
- Regentenstraße 6 (Entwurf von Hermann Friedrich Waesemann, dem Architekten des Berliner Roten Rathauses)

In den Jahren bis 1900 wurden alle übrigen Parzellen bebaut. Danach kam es, wie im ganzen Tiergartenviertel, zu zahlreichen Um- und Anbauten.
1936 wurde die Straße in „Großadmiral-Prinz-Heinrich-Straße“ umbenannt und umnummeriert. Den Planungen des „Generalbaudirektors der Reichshauptstadt“ Albert Speers zufolge sollte die gesamte Regentenstraße abgerissen werden, um einen neuen Gebäudekomplex für das Oberkommando der Wehrmacht Platz zu machen. 1945 erfolgte nach weitgehender Zerstörung eine weitere Umbenennung in „Hitzigallee“. Die Ruinen wurden sukzessive abgetragen. Ab 1992 wurde der nördliche Teil der Hitzigallee mit der Gemäldegalerie überbaut.
Die Nummerierung begann ursprünglich an der Nord-West-Ecke und setzte sich gegen den Uhrzeigersinn fort. 1936 erfolgte eine Neunummerierung von Nord nach Süd, mit ungeraden Nummer auf der Ostseite und geraden Nummern auf der Westseite.

## Bedeutende Bauten und Bewohner in der Regentenstraße

### Nummerierung bis 1936 (in Klammern nach 1936)
- Regentenstraße 1 (2–4): Das prächtige Palais Staudt, entworfen von Otto Rieth, ersetzte 1898 den baufälligen Vorgängerbau von Carl Busse. Dort lebte der Großkaufmann Wilhelm Staudt (zu weiteren interessanten Geschichte der Familie und des Palais siehe Link)
- In der Regentenstraße 2 (6) wohnte um 1910 der Journalist, Schriftsteller und Regisseur Felix Philippi.[4]
- In der Regentenstraße 4 (12) wohnte um 1900 der Maler und Grafiker Bernhard Plockhorst.[5] Um 1918 wurde das Gebäude aus 1863 durch einen Neubau für Hans von Bleichröder ersetzt.[6]
- In der Regentenstraße 10 (24)[7] wohnte um 1910 Louis Ullstein[4]
- In der Regentenstraße 12 (27) (Ecke Königin-Augusta-Straße) lebte um 1910 der bekannte Goldschmied Emil Lettré[8]
- In der Regentenstraße 13 (25)[9] lebten mehrere Mitglieder der weitverzweigten Bankiers-Dynastie Rothschild[4]
- Regentenstraße 15 (21) war bekannt als Palais Thiele-Winkler (erbaut für Hubert Gustav Viktor von Tiele-Winckler), spätestens ab 1910 als Spanische Gesandtschaft genutzt.[10] Die Ruine wurde erst 1970 abgetragen.[11]
- In der Regentenstraße 17 (17) befand sich um 1900 die Kanzlei der Schweizerischen Gesandtschaft und in den 1930er Jahren die Serbische Gesandtschaft.[12]
- In der Regentenstraße 19 (13) lebte ab 1900 bis zu seinem Tod 1925 der Unternehmer und Kunstsammler Eduard Arnhold, der dort seine Kunstsammlung auch präsentierte.
- Die Villa Oscar Rothschild an der Regentenstraße 19a (11) wurde 1895/96 für den Bankier Oscar Rothschild erbaut[13] und um 1912 von den Architekten Hart & Lesser für Otto Eysler umgestaltet.[14]
- In der Regentenstraße 20 (9)[15] lebte um 1910 der Bildhauer Georg Kolbe und von 1929 bis 1939 der Innenarchitekt und Illustrator Paul Huldschinsky
- Das Doppel-Haus Regentenstraße 23/24 (1–3) von Carl Busse (mit einem Eingang in der Tiergartenstraße 9) war eines der imposantesten in der Regentenstraße.[16] Dort hatte Georg Kolbe in den 1920er Jahren ein Atelier. In der Nr. 23 lebten von 1925 bis 1932 der österreichisch-britische Architekt Ernst L. Freud und seine Frau.[17]